# John MacMenamin
John MacMenamin (* 25. November 1952 in Ranelagh, Dublin, Irland) ist ein früherer irischer Richter und Rechtsanwalt. Von 2012 bis 2022 war er Richter am Supreme Court der Republik Irland. Zuvor war er von 2004 bis 2012 Richter am High Court.

## Leben
John MacMenamin studierte am University College Dublin Geschichtswissenschaften. Längere Zeit war er in der kostenfreien Rechtsberatung (sog. Free Legal Advice Centres) engagiert. 
Am King’s Inns absolvierte MacMenamin die Rechtsanwaltsausbildung, in deren Folge er 1975 zur Rechtsanwaltschaft als Barrister zugelassen wurde. 1991 wurde er Senior Counsel.
Zwischenzeitlich war er Redenschreiber für Garret FitzGerald und Chefberater von Michael Noonan, währenddessen Wahlkampfs 2002.
2004 wurde er zum Richter am High Court und zusätzlich 2009 zum Richter am Special Criminal Court ernannt.
Noch im gleichen Jahr wurde er Richter am Court of Appeal. 2022 wurde er dann zum Richter am Supreme Court ernannt.
Im März 2012 wurde er Richter am Supreme Court. 
Im Januar 2020 nahm MacMenamin an einer Demonstration zur Rechtsstaatskrise in Warschau teil. 
Am 24. November 2022 trat er wegen Erreichens der Altersgrenze in den Ruhestand. 

## Privates
MacMenamin ist seit 2004 mit der Anwältin Lia Hagerty verheiratet und hat mit ihr eine Tochter. 